# Dor Dínen
Dor Dínen was een regio in Beleriand en komt voor in De Silmarillion van J.R.R. Tolkien.
Dor Dínen (Sindarijns voor 'Stil Land') was een klein, ongeveer driehoekig gebied ten noorden van Neldoreth, een bosgebied in Doriath dat deel uitmaakte van de Gordel van Melian en was gelegen tussen de rivieren de Esgalduin en de Aros. In het noorden grenst Dor Dínen aan de Ered Gorgoroth.
Het gebied was onbewoond en relatief onbelangrijk, behalve omwille van de oude weg tussen Vinyamar en de Ered Luin die door het land liep. Een belangrijk deel hiervan vormde de Arrosiach, de enige doorwaadbare plaats van de noordelijke Aros.